# 王玢
益陽侯王玢（익양후 왕분，？—？），是高麗王朝宗室，也是第三十四任君主恭讓王王瑤的曾祖父。

## 生平
王玢的父母分別是西原侯王瑛和皇甫氏，有弟弟瑞興君王琠，受封為益陽侯（韓語：익양후），早年事蹟失載。
王玢曾在忠烈王三十一年（1305年）三月陪伴儒士康慶龍（韓語：강경룡）參加監試，次日忠烈王會見他問民間事，他對答如流，故忠烈王認為他誨人不倦，特別賜穀糧給他。後來他娶朴氏生下淳化侯王瑈、寶城君王熙和益興君王璉四人，何時去世則不詳。
曾孫王瑤繼位為恭讓王後，在恭讓王二年（1390年）追封曾祖父為辰韓國公，諡號仁肅，全稱辰韓國仁肅公（진한국 인숙공）。